# Yotsugoya (stacja kolejowa)

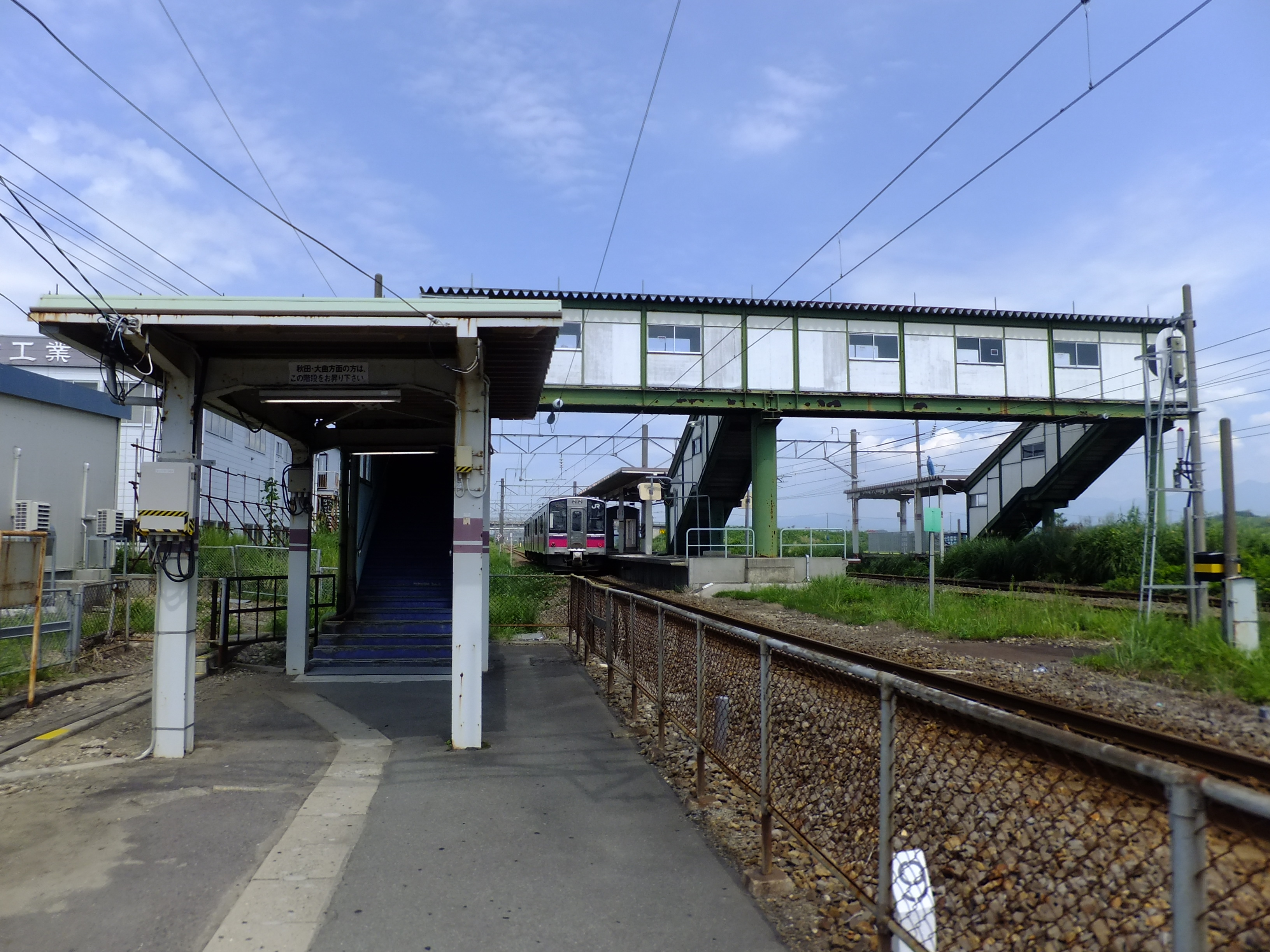
Perony

Yotsugoya (jap. 四ツ小屋駅 Yotsugoya-eki) – stacja kolejowa w Akicie w prefekturze Akita.

## Położenie
Stacja położona jest w dzielnicy Yotsugoya, na osiedlu Yanagibayashi, na południe od centrum miasta.

## Linie kolejowe
Stacja znajduje się na linii Ōu-honsen, między stacjami Wada i Akita.

## Historia
Otwarta została 16 sierpnia 1917 roku.